# Raionul Cărpineni
Raionul Cărpineni (în rusă Карпиненский район) a fost o unitate teritorial-administrativă din RSS Moldovenească, care a existat de la 11 noiembrie 1940 până la 25 decembrie 1962.

## Istorie
La fel ca majoritatea raioanelor RSS Moldovenești, raionul Cărpineni a fost înființat pe 11 noiembrie 1940 sub numele de raionul Bujor, iar centru raional a fost desemnat satul Bujor.
Până la 16 octombrie 1949 raionul a fost în componența ținutului Chișinău, iar după abolirea divizării pe ținuturi a intrat în subordonare republicană. 
Din 31 ianuarie 1952 până în 15 iunie 1953, raionul a intrat în componența districtului Chișinău, după abolirea districtelor din RSSM a redevenit din nou în subordonare republicană. În aceeași periaodă raionul fusese redenumit.
La 25 decembrie 1962 raionul Cărpineni, împreună cu un număr de alte raioane a fost eliminat, ulterior teritoriul său a trecut în componența raionului Cotovsc.

## Divizare administrativă
Ca stare la 1 martie 1961, raionul Cărpineni includea 11 consilii sătești: Bujor, Cărpineni, Cioara, 
Crasnoarmeiscoe, Lăpușna, Marinici, Mingir, Obileni, Pașcani, Sofia și Șișcani.